# 辛纳赛格湖 (土卫六)
辛纳赛格湖 （Sionascaig Lacus）是在土星最大的卫星土卫六上发现的众多碳氢化合物湖之一。
该湖位于土卫六上南纬41.52度、西经278.12度，由液体甲烷和乙烷组成 ，其名称取自地球上苏格兰湖泊—辛纳赛格湖。